# Mónaco en los Juegos Olímpicos de Roma 1960
Mónaco estuvo representado en los Juegos Olímpicos de Roma 1960 por once deportistas masculinos que compitieron en tres deportes.
El equipo olímpico monegasco no obtuvo ninguna medalla en estos Juegos.